# Cappella di Santa Croce (Sassello)
La cappella di Santa Croce è un luogo di culto cattolico situato nella località Chiappuzzo nel comune di Sassello in provincia di Savona.

## Storia e descrizione
La cappella è lunga 7 metri e larga 5 ed è dotata di piccolo campanile sul lato destro del tetto. In facciata si aprono due finestre e un rosone sottolineate da contorno in mattoni rossi.
La chiesetta fu costruita all'inizio del XX secolo (inaugurata nel giugno del 1934) da un contadino del luogo, al quale, caduto esausto sotto il peso del fardello che stava trasportando come Gesù sotto il peso della croce, parve che gli apparisse la Madonna invitandolo a costruire il sacro edificio.

## Galleria d'immagini

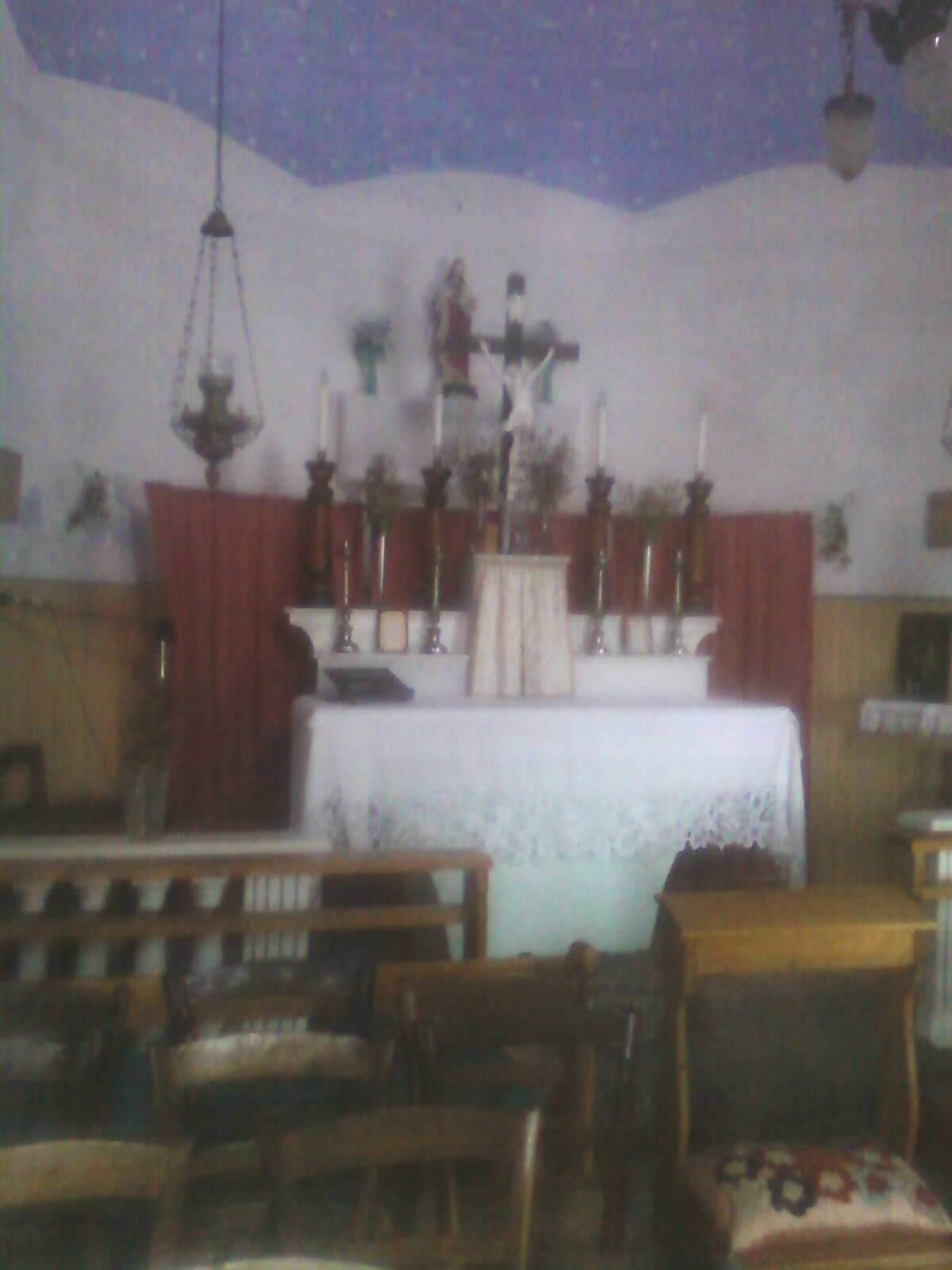
L'interno